# بخش ماندریزیو
بخش ماندریزیو یکی از بخشهای تیسینو  در کشور سوئیس است.